# 鹿住槇
鹿住 槇（かずみ まき、11月17日 - 、A型）は、日本の小説家。兵庫県神戸市出身、東京都在住。

## 経歴・人物
1987年に、雑誌『JUNE』に投稿した「放課後のカップヌードル」が初掲載され作家デビュー。1990年代、商業誌におけるボーイズラブ草創期において活躍した一人。2010年代現在も『Chara』（徳間書店）、「ルビー文庫」（角川書店）、「コバルト文庫」（集英社）などで精力的に活動中。
代表作は『平八郎天下御免』、『ピンスポットの向こう側シリーズ』など。